# سیارک ۱۰۴۹۸
سیارک ۱۰۴۹۸ (به انگلیسی: 10498 Bobgent، نامگذاری:1986RG3) ده هزار و چهارصد و نود و هشتمین سیارک کشف شده‌است که در ۱۱ سپتامبر ۱۹۸۶ کشف شد.
قدر مطلق سیارک برابر ۱۴٫۶۰ است.